# Listă de filme idol: B
Aceasta este o listă de filme idol în ordine alfabetică. Vedeți Listă de filme idol pentru lista principală.
| Film                                                                                | An   | Regizor                                  | Surse                       |
| ----------------------------------------------------------------------------------- | ---- | ---------------------------------------- | --------------------------- |
| Babe: Pig in the City                                                               | 1998 | George Miller                            | [ 1 ]                       |
| Babo 73                                                                             | 1965 | Robert Downey Sr.                        | [ 2 ]                       |
| The Baby                                                                            | 1973 | Ted Post                                 | [ 3 ]                       |
| Baby Love                                                                           | 1968 | Alastair Reid                            | [ 4 ]                       |
| Baby Snakes                                                                         | 1979 | Frank Zappa                              | [ 5 ]                       |
| Il Bacio di Tosca (Tosca's Kiss)                                                    | 1984 | Daniel Schmid                            | [ 6 ]                       |
| Bad Boy Bubby                                                                       | 1994 | Rolf de Heer                             | [ 7 ]                       |
| Bad Day at Black Rock                                                               | 1955 | John Sturges                             |                             |
| Bad Girls Go to Hell                                                                | 1965 | Doris Wishman                            | [ 8 ]                       |
| Bad Lieutenant                                                                      | 1992 | Abel Ferrara                             | [ 9 ]                       |
| Bad Lieutenant: Port of Call New Orleans                                            | 2009 | Werner Herzog                            | [ 10 ]                      |
| Bad Santa                                                                           | 2003 | Terry Zwigoff                            | [ 11 ]                      |
| The Bad Seed                                                                        | 1956 | Mervyn LeRoy                             | [ 12 ]                      |
| Bad Taste                                                                           | 1987 | Peter Jackson                            | [ 13 ]                      |
| Badlands                                                                            | 1973 | Terrence Malick                          | [ 14 ]                      |
| Bagdad Café                                                                         | 1987 | Percy Adlon                              | [ 15 ]                      |
| Baise-moi                                                                           | 2000 | Virginie Despentes and Coralie Trinh Thi | [ 16 ]                      |
| La Balance (The Nark)                                                               | 1982 | Bob Swaim                                | [ 17 ]                      |
| The Ballad of Little Jo                                                             | 1993 | Maggie Greenwald                         | [ 18 ]                      |
| Bambi Meets Godzilla                                                                | 1968 | Marv Newland                             | [ 19 ]                      |
| Bananas                                                                             | 1971 | Woody Allen                              | [ 20 ]                      |
| Bande à part (Band of Outsiders)                                                    | 1964 | Jean-Luc Godard                          | [ 21 ]                      |
| Bandit Queen                                                                        | 1994 | Shekhar Kapur                            | [ 22 ]                      |
| Bang Boom Bang                                                                      | 1999 | Peter Thorwarth                          | [ 23 ]                      |
| The Bank Dick                                                                       | 1941 | Edward F. Cline                          |                             |
| Banpaia Hantā Dī (Vampire Hunter D)                                                 | 1985 | Toyoo Ashida                             | [ 24 ]                      |
| Banzaï                                                                              | 1983 | Claude Zidi                              | [ 25 ]                      |
| Barbarella                                                                          | 1968 | Roger Vadim                              | [ 26 ]                      |
| El Barón del Terror (The Braniac)                                                   | 1962 | Chano Ureata                             | [ 27 ]                      |
| Les Barons (The Barons)                                                             | 2009 | Nabil Ben Yadir                          | [ 28 ]                      |
| Barton Fink                                                                         | 1991 | The Coen Brothers                        | [ 29 ]                      |
| BASEketball                                                                         | 1998 | David Zucker                             | [ 30 ]                      |
| Basket Case                                                                         | 1982 | Frank Henenlotter                        | [ 31 ]                      |
| Battlefield Earth                                                                   | 2000 | Roger Christian                          | [ 32 ]                      |
| Battle Royale                                                                       | 2000 | Kinji Fukasaku                           | [ 33 ]                      |
| Beach Blanket Bingo                                                                 | 1965 | William Asher                            | [ 34 ]                      |
| Beast from Haunted Cave                                                             | 1959 | Monte Hellman                            | [ 35 ]                      |
| The Beast From 20,000 Fathoms                                                       | 1954 | Eugène Lourié                            | [ 36 ]                      |
| The Beastmaster                                                                     | 1982 | Don Coscarelli                           | [ 37 ]                      |
| Beat the Devil                                                                      | 1953 | John Huston                              | [ 31 ]                      |
| Beau Travail                                                                        | 1999 | Claire Denis                             | [ 38 ]                      |
| Beautiful Thing                                                                     | 1996 | Hettie MacDonald                         | [ 39 ]                      |
| Beavis and Butt-head Do America                                                     | 1996 | Mike Judge                               | [ 40 ]                      |
| Bedazzled                                                                           | 1967 | Stanley Donen                            | [ 41 ]                      |
| Bedtime for Bonzo                                                                   | 1951 | Frederick de Cordova                     | [ 14 ]                      |
| Bee Movie                                                                           | 2007 | Simon J. Smith and Steve Hickner         | [ 42 ]                      |
| Beetlejuice                                                                         | 1988 | Tim Burton                               | [ 43 ]                      |
| Begotten                                                                            | 1990 | E. Elias Merhige                         | [ 44 ]                      |
| Behind the Green Door                                                               | 1972 | Artie Mitchell & Jim Mitchell            | [ 14 ]                      |
| Behind the Mask: The Rise of Leslie Vernon                                          | 2006 | Scott Glosserman                         | [ 45 ]                      |
| Being John Malkovich                                                                | 1999 | Spike Jonze                              | [ 46 ]                      |
| Belle de Jour                                                                       | 1967 | Luis Buñuel                              | [ 47 ]                      |
| Benny and Joon                                                                      | 1993 | Jeremiah S. Chechik                      | [ 48 ]                      |
| Best in Show                                                                        | 2000 | Christopher Guest                        | [ 49 ]                      |
| The Best of Everything                                                              | 1959 | Jean Negulesco                           | [ 50 ]                      |
| Best Worst Movie                                                                    | 2009 | Michael Stephenson                       | [ 51 ]                      |
| Better Off Dead                                                                     | 1985 | Savage Steve Holland                     | [ 52 ]                      |
| Der bewegte Mann (The Most Desired Man, also known as Maybe... Maybe Not)           | 1994 | Sönke Wortmann                           | [ 53 ]                      |
| Beyond the Darkness                                                                 | 1979 | Joe D'Amato                              | [ 54 ] [ 55 ] [ 56 ] [ 57 ] |
| Beyond the Valley of the Dolls                                                      | 1970 | Russ Meyer                               | [ 14 ]                      |
| The BFG                                                                             | 1989 | Brian Cosgrove                           |                             |
| Big Bad Mama                                                                        | 1974 | Roger Corman                             | [ 58 ]                      |
| The Big Chill                                                                       | 1983 | Lawrence Kasdan                          | [ 59 ]                      |
| The Big Combo                                                                       | 1955 | Joseph H. Lewis                          | [ 60 ]                      |
| Big Fan                                                                             | 2009 | Robert D. Siegel                         | [ 61 ]                      |
| Big Fun In The Big Town                                                             | 1986 | Bram van Splunteren                      | [ 62 ]                      |
| The Big Heat                                                                        | 1953 | Fritz Lang                               | [ 31 ]                      |
| The Big Lebowski                                                                    | 1998 | The Coen Brothers                        | [ 26 ]                      |
| Big Meat Eater                                                                      | 1982 | Chris Windsor                            | [ 63 ]                      |
| The Big Snit                                                                        | 1985 | Richard Condie                           | [ 64 ]                      |
| Big Trouble in Little China                                                         | 1986 | John Carpenter                           | [ 26 ]                      |
| Big Wednesday                                                                       | 1978 | John Milius                              |                             |
| Bill & Ted's Excellent Adventure                                                    | 1989 | Stephen Herek                            | [ 65 ]                      |
| Billy Jack                                                                          | 1971 | Tom Laughlin                             | [ 14 ]                      |
| Billy Madison                                                                       | 1995 | Tamra Davis                              | [ 66 ]                      |
| Birdemic: Shock and Terror                                                          | 2008 | James Nguyen                             | [ 67 ]                      |
| Black Belt Jones                                                                    | 1974 | Robert Clouse                            | [ 68 ]                      |
| The Black Cat                                                                       | 1934 | Edgar G. Ulmer                           | [ 69 ]                      |
| The Black Cauldron                                                                  | 1985 | Ted Berman and Richard Rich              | [ 70 ]                      |
| Black Christmas                                                                     | 1974 | Bob Clark                                | [ 71 ]                      |
| Black Dynamite                                                                      | 2009 | Scott Sanders                            | [ 72 ]                      |
| The Black Hole                                                                      | 1979 | Gary Nelson                              | [ 73 ]                      |
| Black Moon                                                                          | 1975 | Louis Malle                              | [ 2 ]                       |
| Blackboard Jungle                                                                   | 1955 | Richard Brooks                           | [ 74 ]                      |
| Blacula                                                                             | 1972 | William Crain                            | [ 75 ]                      |
| The Blair Witch Project                                                             | 1999 | Daniel Myrick and Eduardo Sánchez        | [ 76 ]                      |
| Blank Generation                                                                    | 1980 | Ulli Lommel                              | [ 77 ]                      |
| Blazing Saddles                                                                     | 1974 | Mel Brooks                               | [ 78 ]                      |
| Die Blechtrommel (The Tin Drum)                                                     | 1979 | Volker Schlöndorff                       | [ 79 ]                      |
| Blindman                                                                            | 1971 | Ferdinando Baldi                         | [ 80 ]                      |
| The Blob                                                                            | 1958 | Irvin S. Yeaworth, Jr.                   | [ 81 ]                      |
| Blonde Venus                                                                        | 1932 | Josef von Sternberg                      | [ 82 ]                      |
| Blood & Chocolate                                                                   | 2007 | Katja von Garnier                        | [ 83 ]                      |
| The Blood Beast Terror                                                              | 1967 | Vernon Sewell                            | [ 84 ]                      |
| Blood Feast                                                                         | 1963 | Herschell Gordon Lewis                   | [ 31 ]                      |
| Blood In Blood Out (also known as Bound by Honor)                                   | 1993 | Taylor Hackford                          | [ 85 ]                      |
| Blood Money                                                                         | 1933 | Rowland Brown                            | [ 31 ]                      |
| Blood Simple                                                                        | 1983 | The Coen Brothers                        | [ 86 ]                      |
| Bloodfist                                                                           | 1989 | Terence H. Winkless                      | [ 87 ]                      |
| Bloodrayne                                                                          | 2005 | Uwe Boll                                 | [ 83 ]                      |
| Bloodsport                                                                          | 1988 | Newt Arnold                              | [ 88 ]                      |
| Blowup                                                                              | 1966 | Michelangelo Antonioni                   | [ 89 ]                      |
| The Blues Brothers                                                                  | 1980 | John Landis                              | [ 90 ]                      |
| Blue Sunshine                                                                       | 1978 | Jeff Lieberman                           | [ 91 ]                      |
| Blue Velvet                                                                         | 1986 | David Lynch                              | [ 69 ]                      |
| BMX Bandits                                                                         | 1981 | Brian Trenchard-Smith                    | [ 92 ]                      |
| Body Double                                                                         | 1984 | Brian De Palma                           | [ 93 ]                      |
| Body Heat                                                                           | 1981 | Lawrence Kasdan                          | [ 69 ]                      |
| Le Bonheur est dans le Pré (Happiness is in the Field)                              | 1995 | Étienne Chatiliez                        | [ 94 ]                      |
| The Boondock Saints                                                                 | 1999 | Troy Duffy                               | [ 95 ]                      |
| The Boondock Saints II: All Saints Day                                              | 2009 | Troy Duffy                               | [ 95 ]                      |
| Borat: Cultural Learnings of America for Make Benefit Glorious Nation of Kazakhstan | 2006 | Larry Charles                            | [ 96 ]                      |
| Born in Flames                                                                      | 1983 | Lizzie Borden                            | [ 97 ]                      |
| Bottle Rocket                                                                       | 1996 | Wes Anderson                             | [ 98 ]                      |
| Bound                                                                               | 1996 | The Wachowskis                           | [ 99 ]                      |
| Boxing Helena                                                                       | 1993 | Jennifer Chambers Lynch                  | [ 100 ]                     |
| The Boy with Green Hair                                                             | 1948 | Joseph Losey                             | [ 101 ]                     |
| A Boy and His Dog                                                                   | 1975 | L. Q. Jones                              | [ 31 ]                      |
| The Boys Next Door                                                                  | 1985 | Penelope Spheeris                        | [ 102 ]                     |
| Boyz N the Hood                                                                     | 1991 | John Singleton                           | [ 103 ]                     |
| The Brain That Wouldn't Die                                                         | 1962 | Joseph Green                             | [ 104 ]                     |
| Braindead                                                                           | 1992 | Peter Jackson                            | [ 105 ]                     |
| Brat (Brother)                                                                      | 1997 | Aleksei Balabanov                        | [ 106 ]                     |
| Brand upon the Brain!                                                               | 2006 | Guy Maddin                               | [ 2 ]                       |
| The Brave Little Toaster                                                            | 1987 | Jerry Rees                               | [ 107 ]                     |
| Brazil                                                                              | 1985 | Terry Gilliam                            | [ 108 ]                     |
| Breakdown                                                                           | 1997 | Jonathan Mostow                          | [ 109 ]                     |
| Breakin'                                                                            | 1984 | Joel Silberg                             | [ 110 ]                     |
| Breaking Glass                                                                      | 1980 | Brian Gibson                             | [ 111 ]                     |
| Brick                                                                               | 2005 | Rian Johnson                             | [ 112 ]                     |
| Bride of Frankenstein                                                               | 1935 | James Whale                              | [ 31 ]                      |
| Bride of the Monster                                                                | 1955 | Ed Wood                                  | [ 113 ]                     |
| Brilliantovaya ruka (The Diamond Arm)                                               | 1969 | Leonid Gaidai                            | [ 114 ]                     |
| Bring Me the Head of Alfredo Garcia                                                 | 1974 | Sam Peckinpah                            | [ 115 ]                     |
| Britannia Hospital                                                                  | 1982 | Lindsay Anderson                         | [ 116 ]                     |
| The Brood                                                                           | 1979 | David Cronenberg                         | [ 14 ]                      |
| The Brother from Another Planet                                                     | 1984 | John Sayles                              | [ 117 ]                     |
| The Brown Bunny                                                                     | 2003 | Vincent Gallo                            | [ 118 ]                     |
| Bubba Ho-Tep                                                                        | 2002 | Don Coscarelli                           | [ 119 ]                     |
| Die Büchse der Pandora (Pandora's Box)                                              | 1929 | Georg Wilhelm Pabst                      | [ 14 ]                      |
| A Bucket of Blood                                                                   | 1959 | Roger Corman                             | [ 120 ]                     |
| Buffalo '66                                                                         | 1998 | Vincent Gallo                            | [ 121 ]                     |
| Buffet Froid                                                                        | 1979 | Bertrand Blier                           | [ 122 ]                     |
| Bug                                                                                 | 2006 | William Friedkin                         | [ 123 ]                     |
| The 'Burbs                                                                          | 1989 | Joe Dante                                | [ 124 ]                     |
| The Burning                                                                         | 1981 | Tony Maylam                              | [ 125 ]                     |
| Burroughs: The Movie                                                                | 1983 | Howard Brookner                          | [ 126 ]                     |
| Bye Bye Braverman                                                                   | 1968 | Sidney Lumet                             | [ 127 ]                     |